# Cultura de Komsa
La cultura de Komsa va ser una cultura mesolítica de caçadors-recol·lectors que va existir des de l'any 10.000 aC al nord de Noruega.
La cultura rep el nom del mont Komsa a la comunitat d'Alta, Finnmark, on es van descobrir per primera vegada les restes de la cultura. El terme va ser utilitzat per primera vegada per l'arqueòleg noruec Anders Nummedal (1867–1944) després dels descobriments que va fer al mont Komsa el 1925. La distinció entre un tipus "Komsa" de cultura d'eines de pedra al nord del cercle polar àrtic i un tipus "Fosna" des de Trøndelag fins al fiord d'Oslo va quedar obsoleta a la dècada de 1970. Actualment, tots dos fenòmens s'adscriuen a diferents tipus d'eines d'una mateixa cultura.
Originalment, es pensava que les troballes arqueològiques recents de la Lapònia finlandesa representaven un aspecte interior de la cultura Komsa tan antic com les primeres troballes de la costa noruega. No obstant això, ara es considera que aquest material està afiliat a la cultura post-swideriana contemporània de la Rússia central del nord i l'est del Bàltic i, per tant, representa una incursió primerenca a part a l'Escandinàvia més septentrional.
L'opinió comuna avui és que el primer assentament de la costa nord de Noruega es va originar a la costa occidental i sud-oest de Noruega i, finalment, a la cultura paleolítica final d'Ahrensburg del nord-oest d'Europa. Es creu que els Komsa van seguir la costa noruega quan la glaciació en retrocés al final de l'última edat glacial (entre 11.000 i 8.000 aC) va obrir noves zones per a l'assentament. Antigament, es creia que alguns elements podrien haver-se traslladat a l'actual Finnmark des del nord-est, possiblement provinents de les costes lliures de gel de la península de Kola. No obstant això, investigacions recents indiquen que alguns dels llocs costaners de l'àrea del fiord de Varanger atribuïts anteriorment a la segona fase del continu "Komsa" en realitat representen una incursió primerenca des del sud-est (nord-oest de Rússia) i estan relacionats amb l'afluència post-swideriana primerencs descoberts a la Lapònia finlandesa més septentrional.
Les proves arqueològiques indiquen que la cultura Komsa estava gairebé exclusivament orientada al mar, vivint principalment de la caça de foques i capaços de construir vaixells i pescadors. En comparació amb la varietat Fosna contemporània del sud de Noruega d'aquesta mateixa cultura, les eines de pedra i altres instruments semblen relativament crus. Això s'ha explicat amb una escassetat de sílex a la regió.